# 劇場版ポケットモンスター アドバンスジェネレーション ポケモンレンジャーと蒼海の王子 マナフィ ミュージックコレクション
『劇場版ポケットモンスター アドバンスジェネレーション ポケモンレンジャーと蒼海の王子 マナフィ ミュージックコレクション』は、劇場版『ポケットモンスター アドバンスジェネレーション ポケモンレンジャーと蒼海の王子 マナフィ』のサウンドトラック。2006年7月26日にメディアファクトリーから発売された。

## 概要
- 劇場版『ポケットモンスター アドバンスジェネレーション ポケモンレンジャーと蒼海の王子 マナフィ』のサウンドトラック。
- ジャケットには、サトシ、ピカチュウ、タケシ、ハルカ、マサト、マナフィ、ジャック・ウォーカー、ファントム・トループ、ブイゼルが描かれている。
- 音楽は、宮崎慎二が担当している。

## 収録曲
1. 海のポケモン達
作曲・編曲：宮崎慎二
2. ファントム登場
作曲・編曲：宮崎慎二
3. ポケモンレンジャー登場!! 〜ミッション・オブ・EOP〜
作曲・編曲：宮崎慎二
4. 劇場タイトルテーマ2006
作曲・編曲：宮崎慎二（原曲：増田順一）
5. オープニング 〜水中ポケモンショー〜
作曲・編曲：宮崎慎二
6. ハルカの夢
作曲・編曲：宮崎慎二
7. オニドリル 〜キャプチャオン〜
作曲・編曲：宮崎慎二
8. ファントムトループ来襲!!
作曲・編曲：宮崎慎二
9. 水の民の遺跡
作曲・編曲：宮崎慎二
10. レジェンド・オブ・アクーシャ
作曲・編曲：宮崎慎二
11. 野望に向かって
作曲・編曲：宮崎慎二
12. 若さとは冒険をためらわないこと
作曲・編曲：宮崎慎二
13. 出発!航海へ!
作曲・編曲：宮崎慎二
14. それぞれの思い
作曲：たなかひろかず / 編曲：宮崎慎二
15. マナフィのために
作曲・編曲：宮崎慎二
16. マナフィと遊ぼう!
作曲・編曲：宮崎慎二
17. マナフィを探せ!!
作曲・編曲：宮崎慎二
18. 海の神殿アクーシャ
作曲・編曲：宮崎慎二
19. 神殿のワルツ
作曲・編曲：宮崎慎二
20. 海の王冠へ
作曲・編曲：宮崎慎二
21. 沈みだす神殿
作曲・編曲：宮崎慎二
22. 神殿を救え!!
作曲・編曲：宮崎慎二
23. 息の続く限り…
作曲・編曲：宮崎慎二
24. 海の王冠に抱かれて
作曲・編曲：宮崎慎二
25. 光の勇士サトシ
作曲・編曲：宮崎慎二
26. 水の民のカーニバル
作曲・編曲：宮崎慎二
27. 蒼海の王子
作曲・編曲：宮崎慎二
28. 守るべきもの（映画バージョン）
歌：Sowelu
作詞・作曲：Yoshihiko Nishio / 編曲：L.O.E
エンディングテーマ
29. スパート!（TVバージョン）
歌：サトシ（松本梨香）
作詞：戸田昭吾 / 作曲・編曲：たなかひろかず
テレビアニメ『ポケットモンスター アドバンスジェネレーション』オープニングテーマ
30. ビッグ・ニャース・ディ（映画バージョン）
歌：ニャース（犬山イヌコ）、ノリノリガールズ
作詞：ピカチュウ学芸部 / 作曲・編曲：三留一純